# O Grande Lebowski
The Big Lebowski (no Brasil e em Portugal, O Grande Lebowski) é um filme de comédia americano de 1998 dirigido pelos Irmãos Coen.
O longa é estrelado por Jeff Bridges, que interpreta Jeff Lebowski, um slacker e ávido jogador de boliche de Los Angeles conhecido como "The Dude" ("O Cara"). Após um grande engano, Dude é apresentado a um milionário que também se chama Jeffrey Lebowski. Quando a esposa desse milionário — o "Grande" Lebowski — é sequestrada, o mesmo contrata Dude para entregar o dinheiro do resgate e libertar sua mulher. O plano entretanto acabo indo por água abaixo quando Walter Sobchak (John Goodman), amigo de Dude, arma para ficar com o dinheiro. Steve Buscemi, Julianne Moore, David Huddleston, Philip Seymour Hoffman, Peter Stormare, Tara Reid e John Turturro completam o elenco principal do filme, que é narrado por um cowboy conhecido apenas como "Stranger" ("Estranho"), interpretado por Sam Elliott. The Big Lebowski conta ainda com a participação de Flea, baixista da banda Red Hot Chili Peppers, em um papel secundário.
Espontaneamente baseado no livro The Big Sleep, de Raymond Chandler, The Big Lebowski não obteve grande bilheteria nos Estados Unidos, recebendo críticas mistas à época de seu lançamento. Tais resenhas porém tenderam a melhorar muito com o passar do tempo, à medida que o filme adotou um status cult — o que rendeu, inclusive, a criação de uma religião em homenagem à Lebowski, o "Dudeísmo". O longa destaca-se por seus personagens idiossincráticos, sequências de fantasia, diálogos pouco convencionais e trilha sonora eclética, a qual foi composta por Carter Burwell, colaborador de longa data dos Irmãos Coen.

## Sinopse
A história se passa no início dos anos 1990, época da primeira Guerra do Golfo. Jeffrey Lebowski é um desempregado convicto, que vive ociosamente em Venice (Califórnia), com atitude de hippie anacrônico. Ele chama a si mesmo de "The Dude" (algo como "O Cara", no Brasil). Quando não está em seu apartamento quase vazio, ouvindo no walkman canções do Creedence ou fumando maconha e ingerindo ácido, ele participa de um campeonato de boliche. Seus parceiros são o veterano do Vietnã, Walter Sobchak, neurótico e divorciado, e "Donny", um grande jogador do esporte mas que ninguém deixa falar e que depois descobre-se que ele possui problemas cardíacos.
A rotina de "The Dude" é mudada quando desconhecidos invadem seu apartamento em busca de dinheiro devido pela sua "esposa" Bunny. E como não conseguem nada, um deles urina em seu tapete. Dude fica furioso, pois tinha orgulho desse tapete. E quando descobre quem era que os cobradores estavam atrás, um milionário com o mesmo nome que o seu, e que ele passa a chamar de "O Grande Lebowski", vai atrás dele buscando compensação do seu prejuízo. O milionário não lhe dá nada, então ele rouba um dos tapetes da mansão e leva para o seu apartamento. Na saída, ao passar pela piscina, ele conhece rapidamente Bunny, a esposa caloteira do "Grande Lebowski".
Algum tempo depois, "O Grande Lebowski" lhe telefona e pede sua ajuda para entregar 1 milhão de dólares como resgate pelo sequestro da esposa Bunny. Dude conta a seus amigos que acha que o sequestro é uma farsa, que Bunny planejou para ficar com o dinheiro do marido, pois ela devia para a cidade toda. Então o amigo de Dude, Walter, elabora um plano que consiste em desmascarar os sequestradores e ficar com o dinheiro sem que o Grande Lebowski saiba. Mas sendo eles uma dupla de "errados", o plano não dá certo e Dude começa a sofrer as consequências.

## Elenco principal
- Jeff Bridges como Jeffrey "The Dude" Lebowski
- John Goodman como Walter Sobchak
- Steve Buscemi como Theodore Donald "Donny" Kerabatsos
- Julianne Moore como Maude Lebowski
- David Huddleston como Jeffrey "Big" Lebowski
- Philip Seymour Hoffman como Brandt
- John Turturro como Jesus Quintana
- Peter Stormare como Uli Kunkel
- Tara Reid como Bunny Lebowski

## Trilha sonora
As canções originais do filme foram compostas por Carter Burwell, um veterano de todos os filmes dos Irmãos Cohen. Há também várias canções antigas, ouvidas intermitentemente, como por exemplo "Tumbling Tumbleweeds" de Bob Nolan que está nas cenas do Estranho que narra o filme. Ou "Lujon", de Henri Mancini e Jackie Treehorn. Os sequestradores niilistas são acompanhadas por canções techno e Jeff Bridges por Creedence.

### Lista das músicas do álbum do filme
1. "The Man in Me" — composta e cantada por Bob Dylan
2. "Her Eyes Are A Blue Million Miles" — composta e cantada por Captain Beefheart
3. "My Mood Swings" — composta por Elvis Costello e Cait O'Riordan; cantada por Costello
4. "Ataypura" — escrita por Moises Vivanco; cantada por Yma Sumac
5. "Traffic Boom"  — escrita e cantanda por Piero Piccioni
6. "I Got It Bad & That Ain't Good" — escrita por Duke Ellington e Paul Francis Webster; cantada por Nina Simone
7. "Stamping Ground" — escrita por Louis T. Hardin; cantada por Moondog com orquestra
8. "Just Dropped In (To See What Condition My Condition Was In)" — escrita por Mickey Newbury; cantada por Kenny Rogers & The First Edition
9. "Walking Song" — composta e cantada por Meredith Monk
10. "Glück das mir verblieb" de Die tote Stadt — escrita e conduzida por Erich Wolfgang Korngold; cantada por Ilona Steingruber, Anton Dermota e o Austrian State Radio Orchestra
11. "Lujon"  — escrita e tocada por Henry Mancini.
12. "Hotel California" — escrita por Don Henley, Glenn Frey e Don Felder; tocada por The Gipsy Kings
13. "Technopop" — escrita e tocada por Carter Burwell
14. "Dead Flowers" — escrita por Mick Jagger e Keith Richards; cantada por Townes van Zandt

### Outras canções ouvidas no filme
- "Tumbling Tumbleweeds" — escrita por Bob Nolan; tocada por Sons of the Pioneers
- "Requiem in D Minor: Lacrimosa" — composta por Wolfgang Amadeus Mozart; performance de The Slovak Philharmonic Orchestra e Coro
- "Run Through the Jungle" — escrita por John Fogerty; cantada por Creedence Clearwater Revival
- "Lookin' Out My Back Door" — escrita por John Fogerty; cantada por Creedence Clearwater Revival
- "Behave Yourself" — escrita por Booker T. Jones, Steve Cropper, Al Jackson, Jr. e Lewie Steinberg; cantada por Booker T. & the MG's
- "I Hate You" — escrita por Gary Burger, David Havlicek, Roger Johnston, Thomas E. Shaw e Larry Spangler; tocada por The Monks
- "Gnomus" — composta por Modest Mussorgsky; de Pictures at an Exhibition. Arranjo de orquestra por Maurice Ravel.
- "Mucha Muchacha"  — escrita e cantada por Juan García Esquivel
- "Piacere Sequence" — escrita e cantada por Teo Usuelli
- "Standing on the Corner" — escrita por Frank Loesser; cantada por Dean Martin
- "Tammy" — escrita por Jay Livingston e Ray Evans; cantada por Debbie Reynolds
- "Sounds of the Whale"
- "Oye Como Va" — escrita por Tito Puente; performance de Santana
- "Peaceful Easy Feeling" — escrita por Jack Tempchin; performance de The Eagles
- "Branded Theme Song" — escrita por Alan Alch e Dominic Frontiere
- "Viva Las Vegas" — escrita por Doc Pomus e Mort Shuman; performances de Big Johnson (com Bunny Lebowski) e Shawn Colvin (encerramento dos créditos).
- "This is My Spot" — escrita e cantada por Adam Knowles
- "Dick on a Case" — escrita e tocada por Carter Burwell
- "Wie Glauben" — escrita e cantada por Carter Burwell